# Фраубруннен (коммуна)
Фраубруннен (нем. Fraubrunnen BE) — коммуна в Швейцарии, окружной центр, находится в кантоне Берн. 
Входит в состав округа Фраубруннен. Население составляет 1746 человек (на 31 декабря 2006 года). Официальный код — 0538.